# Arcens
Arcens település Franciaországban, Ardèche megyében. Lakosainak száma 358 fő (2022. január 1.). Arcens Borée, Chanéac, Mariac, Saint-Andéol-de-Fourchades, Saint-Martial és Saint-Martin-de-Valamas községekkel határos.

## Története
Arcens egy fennsík és völgy között megosztott falu, mely a középkorban három uradalom (Brion, Chanéac, és Fourchades) határa volt.
A falu első, Mansus de Arcenno által való 1024-es említése nem Arcensre, hanem egy Escoulenc (Saint-Andéol-d'Escoulenc Erieux-ben) melletti kastélyra vonatkozik.
1164-ben III. Sándor pápa által megerősítette az Arcens-i templomot a Puy-i káptalannak, de ez a dátum vitatott.
1195. április 17-én a következő pápa, IV. Adrianus pápa erősítette meg a templomot a Saint-Chaffre-i apátságnak.
1620-ban az Acens-templom a Puy-i káptalantól függött, amelynek kanonokjai nevezték ki a papokat.
Arcens uradalma csak a 15. században jelenik meg a Brion családban: onnan Crussolra szállt, majd a 18. században a kor egyik leghatalmasabb családjának, az Aiguillon családnak a kezében volt.

## Földrajza
Arcens Le Puy-en-Velay-tól 55 km-re kelet-délkeletre és Valence-től 60 km-re nyugatra található.
Az Eysse folyó délnyugatról északkelet felé halad át a községen és a falun, útközben számos mellékfolyót összegyűjtve. A folyó a község északi határának egy részét alkotja, mielőtt észak felé folytatódna, hogy Saint-Martin-de-Valamas-nál egyesüljön az Eyrieux folyóval.

## Népesség
A település népességének változása:
| Lakosok száma | 576  | 484  | 479  | 421  | 361  | 361  | 376  | 377  | 379  | 358  |
|               | 1968 | 1982 | 1990 | 2006 | 2013 | 2015 | 2017 | 2019 | 2020 | 2022 |